# Lil Pump
Gazzy Garcia (n. 17 august 2000, Miami, Florida, SUA), cunoscut și sub numele de scenă Lil Pump, este un tânăr rapper american și compozitor. El a început să lanseze melodii pe SoundCloud în anul 2016, acumulând aproape o sută de milioane de streaming-uri combinate pe site.. Împreună cu un alt rapper din Miami, Smokepurpp, Garcia a fost co-titularul turneului No Jumper în anul 2016 și a interpretat, de asemenea, la Festivalul Rolling Loud. 
Lil Pump a crescut in popularitate în 2017, după ce a lansat single-ul său „Gucci Gang” din albumul său de debut Lil Pump, care a atins numărul trei pe Billboard Hot 100 din SUA și este certificat triplu platină de Asociația pentru industria de înregistrare din America.De atunci a lansat și alte piese, printre care „I Love It” (cu Kanye West), „Esskeetit”, „Drug Adicts”, „Dover Butterfly”, „Racks on Racks” și „Be Like Me” (cu Lil Wayne). Și-a lansat albumul de studio de debut, Lil Pump, în octombrie 2017. Piesa sa „Welcome to the Party” a fost prezentată în coloana sonoră pentru Deadpool 2.El a lansat cel de-al doilea album de studio Harverd Dropout pe 22 februarie 2019.

## Biografie
Garcia s-a născut pe 17 august 2000, la Miami, Florida. Într-un interviu din 2018 cu J. Cole, Garcia a declarat că părinții săi sunt din Columbia și au divorțat când avea șase ani, mama lui s-a mutat ulterior la Miami după ce a născut fratele său mai mare.
Când Garcia avea treisprezece ani, vărul său, Lil Ominous, l-a prezentat lui Omar Pineiro, mai cunoscut sub numele de Smokepurpp; cei doi au devenit în cele din urmă colaboratori. Garcia și Piniero au fost expulzați din mai multe școli raionale. Garcia, după aceea, s-a înscris la un liceu de oportunitate, dar a fost expulzat în clasa a zecea pentru luptă și instigare la o revoltă.

## Alte melodii intrate în topuri
| "Back" (impreuna cu Lil Yachty)                                                        | 2017 | 22 | 5 | Lil Pump |
| "Iced Out" (impreuna 2 Chainz)                                                         | 2017 | —  | 8 | Lil Pump |
| "-" înseamna ca acel cantec nu a fost lansat sau nu a ajuns in top pe acest teritoriu. |      |    |   |          |